# Gilbert Dupuis (écrivain)
Pour les articles homonymes, voir Gilbert Dupuis et Dupuis (homonymie).
Gilbert Dupuis est un écrivain québécois né en 1947 à Pabos (Gaspésie).

## Biographie
Il est diplômé de l'École polytechnique de Montréal en génie électrique et de l'Université du Québec à Rimouski en administration.
En 1981, il est cofondateur de Les éditions coopératives de l’Est du Québec et de la revue littéraire Urgences (devenue  Tangence).
Il préside le Salon du livre de Rimouski en 1980 et 1981.
Son roman La Marcheuse, publié en 1990, est finaliste au prix Robert-Cliche 1987.
Il est membre de l'UNEQ (Union des écrivains québécois) et de la SOCAN (Société canadienne des auteurs, compositeurs et éditeurs de musique).

## Œuvres
- L’Abécédyslexique, glossaire humoristique de mots-valises, ÉDITEQ, 2007
- Les Papiers de la terre, roman, ÉDITEQ, 1995
- Visite au Géant-des-bois, conte pour enfants, ÉDITEQ, 1993
- Touchez du bois, chansons pour jeunes (cassettes), ÉDITEQ, 1993
- La Marcheuse, roman, ÉDITEQ, 1990. (* 2e au Prix Robert-Cliche 1987
- Les Chanteries de Jojo, chansons et fiches d'animation pour jeunes, ÉDITEQ, 1989
- Le Bonhomme, dramatique radiophonique, 60 minutes, SRC, 1989
- Les Étoiles de la Neigette, conte pour enfants, ÉDITEQ, 1987.
- La Chamade électrique, poèmes et collages, ÉDITEQ, 1984
- Le Cheval de l’île Saint-Barnabé, conte pour enfants, ÉDITEQ, 1983
- La Tête dans le crin, monologues, poèmes et nouvelles, Passages, 1981

## Dans des ouvrages collectifs
- Les Gens du fleuve, Stanké, 1993
- Tendresse au pluriel, livre-cassette de poèmes, ÉDITEQ, 1993
- Anthologie de la littérature de l’Est du Québec, ÉDITEQ, 1993
- Almanach littéraire gaspésien, Guérin Littérature, 1988

## Honneurs
- 1987 : Finaliste au prix Robert-Cliche, La Marcheuse